# Muzeum dinosaurů Phu Wiang
Muzeum dinosaurů Phu Wiang (thajsky พิพิธภัณฑ์ ไดโนเสาร์ ภูเวียง) je paleontologické muzeum v Thajsku. Je spravováno odborem nerostných zdrojů Ministerstva přírodních zdrojů a životního prostředí Thajska. Nachází se poblíž města Khon Kaen, hlavního města stejnojmenné provincie v severovýchodní části země. Bylo postaveno s finanční podporou thajského úřadu pro cestovní ruch. Má rozlohu 160 tisíc metrů čtverečních a bylo otevřeno v roce 2001.

## První nález kostí dinosaurů v Thajsku

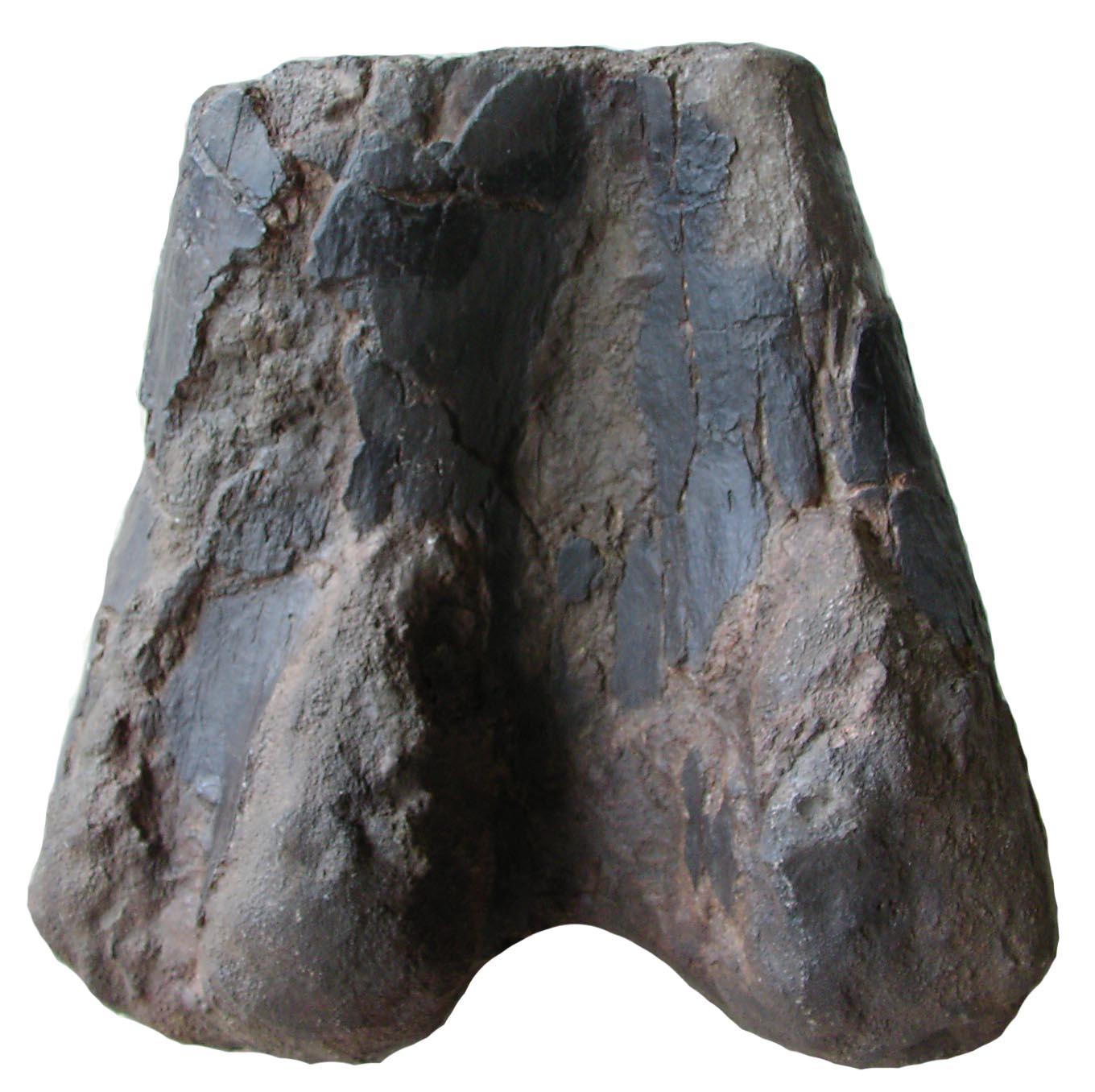
Distální část levého stehna sauropoda – první nález dinosaura v Thajsku

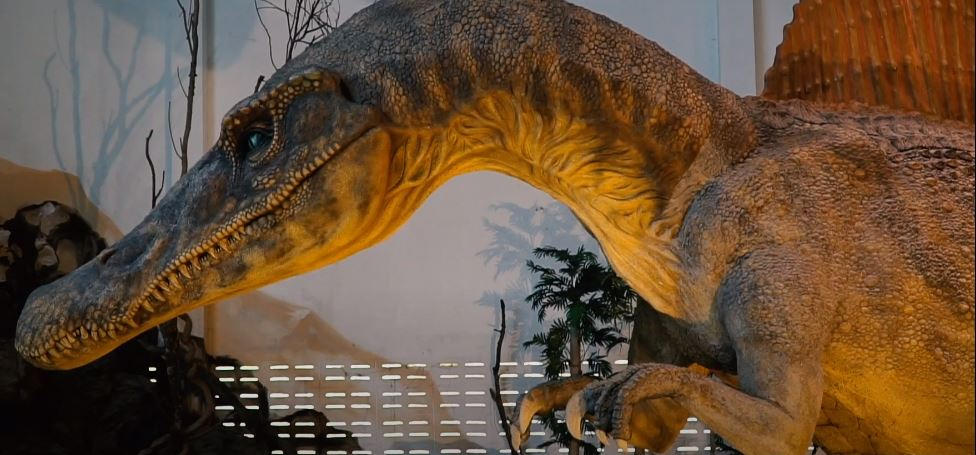
Siamosaurus suteethorni v interiéru muzea

Od roku 1970 prováděla United States Geological Survey průzkum nerostů v okrese Phu Wiang v provincii Khon Kaen. Vědci objevili uranovou rudu, coffinit, v ložiskách měděné rudy v azuritu a malachitu. K výzkumu se připojila Mezinárodní agentura pro atomovou energii (IAEA). V letech 1975 až 1980 zde provedlo Thajské ministerstvo nerostných zdrojů velké množství vrtů a v roce 1976 objevil geolog Sudam Yemniyom fragment fosilní kosti v korytě řeky Huai Pratu Tima, který byl později identifikován jako distální část levé stehenní kosti sauropoda (velký býložravý dinosaurus se čtyřma nohama, dlouhým krkem a dlouhým ocasem). Tento fragment je považován za první nález související s dinosaury v Thajsku.

## Expedice a průzkumy
Od roku 1976 katedra minerálních zdrojů ve spolupráci s thajsko-francouzským paleontologickým projektem průběžně zkoumá dinosaury z hor Phu Wiang. Během této doby bylo nalezeno velké množství vzorků obratlů, zubů a stop dinosaurů, zejména z raně křídového pískovce ve formaci San Hua (stáří asi 130 milionů let), včetně sauropodů a teropodů v široké škále velikostí – od velikosti kuřat po velké dinosaury dlouhé až 15 metrů. Tato zjištění vzbudila zájem mezi Thajci, kteří začali přicházet na místa, kde byly nalezeny fosilie dinosaurů. Princezna Maha Chakri Sirindhorn navštívila naleziště v listopadu 1989. V roce 2008 znovu navštívila vykopávky a muzeum.

## Vykopávky
Od založení národního parku Phu Wiang v roce 1991 uznala provincie Khon Kaen, Thajský úřad pro cestovní ruch, ministerstvo přírodních zdrojů a další vládní agentury důležitost fosilních lokalit dinosaurů. Thajský úřad pro cestovní ruch přidělil finanční prostředky na průzkum čtyř lokalit, kde byly postaveny malé budovy na ochranu dinosauřích kostí před prostředím a byly mezi nimi položeny chodníky.

## Založení muzea
Nálezy dinosaurů v pohoří Phu Wiang byly považovány za důležitý objev, který této oblasti přinesl světovou reputaci. Té bylo dosaženo hlavně objevením sauropoda pojmenovaného po princezně Maha Chakri Sirindhorn Phuwiangosaurus sirindhornae. S podporou několika vládních agentur bylo rozhodnuto založit muzeum dinosaurů Phu Wiang. Pro jeho umístění byla vybrána veřejná plocha 160 tisíc metrů čtverečních, z nichž bylo 5500 metrů čtverečních určených k výstavbě. Financování stavby opět poskytl Thajský úřad pro cestovní ruch. Oddělení nerostných zdrojů dostalo za úkol spravovat muzeum a zajistit zachování stálé expozice. V roce 2001 přivítalo muzeum své první návštěvníky.

## Složení a úkoly muzea
Muzeum dinosaurů Phu Wiang provádí řadu činností, včetně vědeckého výzkumu, restaurování a konzervace fosilních pozůstatků, skladování sbírky. Zahrnuje knihovnu, stálou expozici, administrativu, kavárnu, obchod se suvenýry, stánky, parkoviště a hlediště pro 140 osob. Muzeum dinosaurů Phu Wiang nabízí praktické geologické kurzy pro studenty a školáky z různých vzdělávacích institucí. Je možné přijímat delegace z Thajska i jiných zemí světa.

## Druhy dinosaurů nalezených v pohoří Phu Wiang
- Phuwiangosaurus sirindhornae[3]
- Siamosaurus suteethorni[6]
- Siamotyrannus isanensis[6]
- Kinnareemimus khonkaenensis
- Compsognathus[6]

## Dostupnost

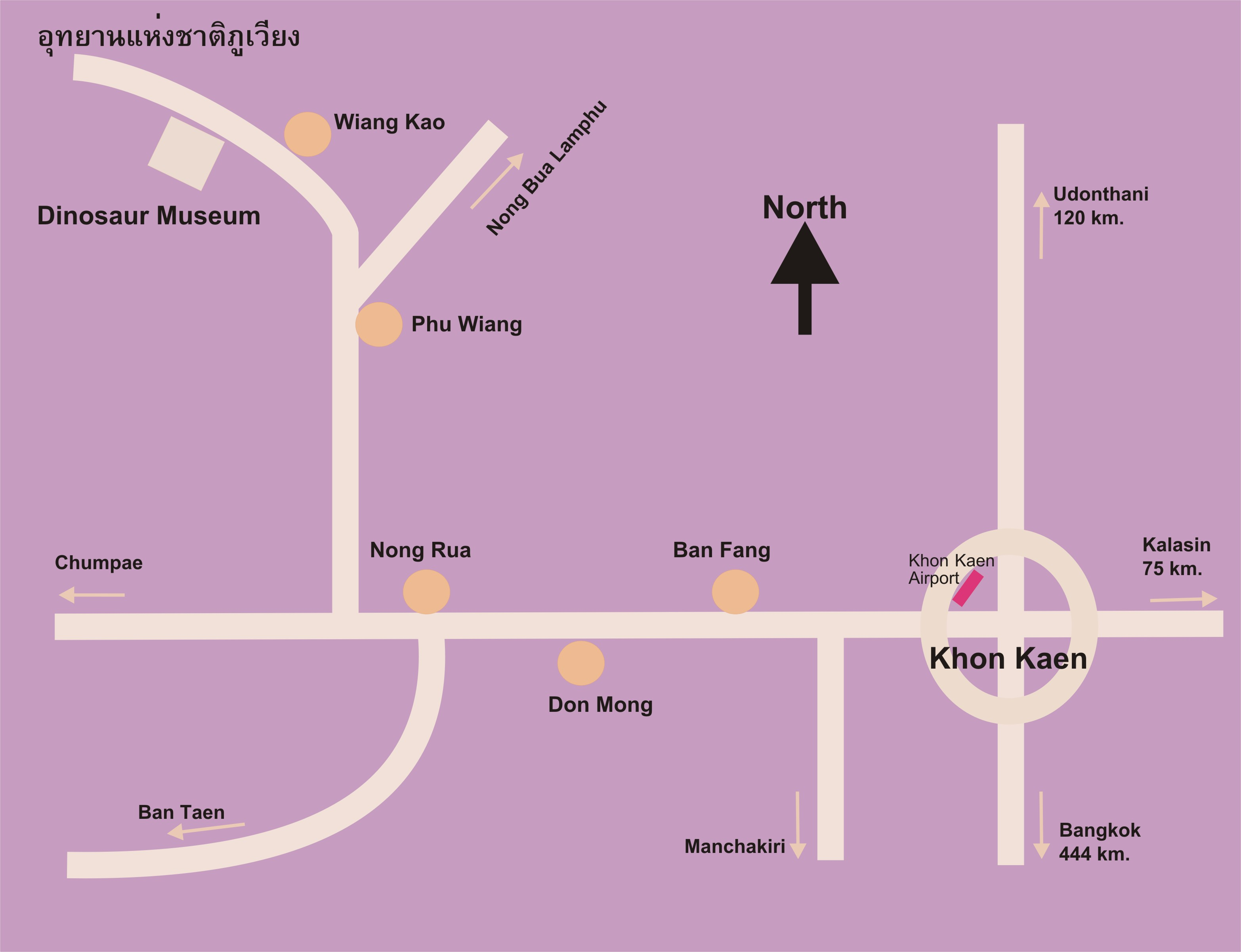
Trasy do muzea dinosaurů Phu Wiang

Muzeum bylo pojmenováno po oblasti Phu Wiang, kde bylo umístěno v době svého vzniku. Od roku 2006, v souvislosti se vznikem oblasti Wiang Kao, se muzeum objevilo na jeho území. Muzeum se nachází západně od města Khon Kaen, centra provincie, od kterého ho dělí vzdálenost 87 kilometrů.